# Tom yam

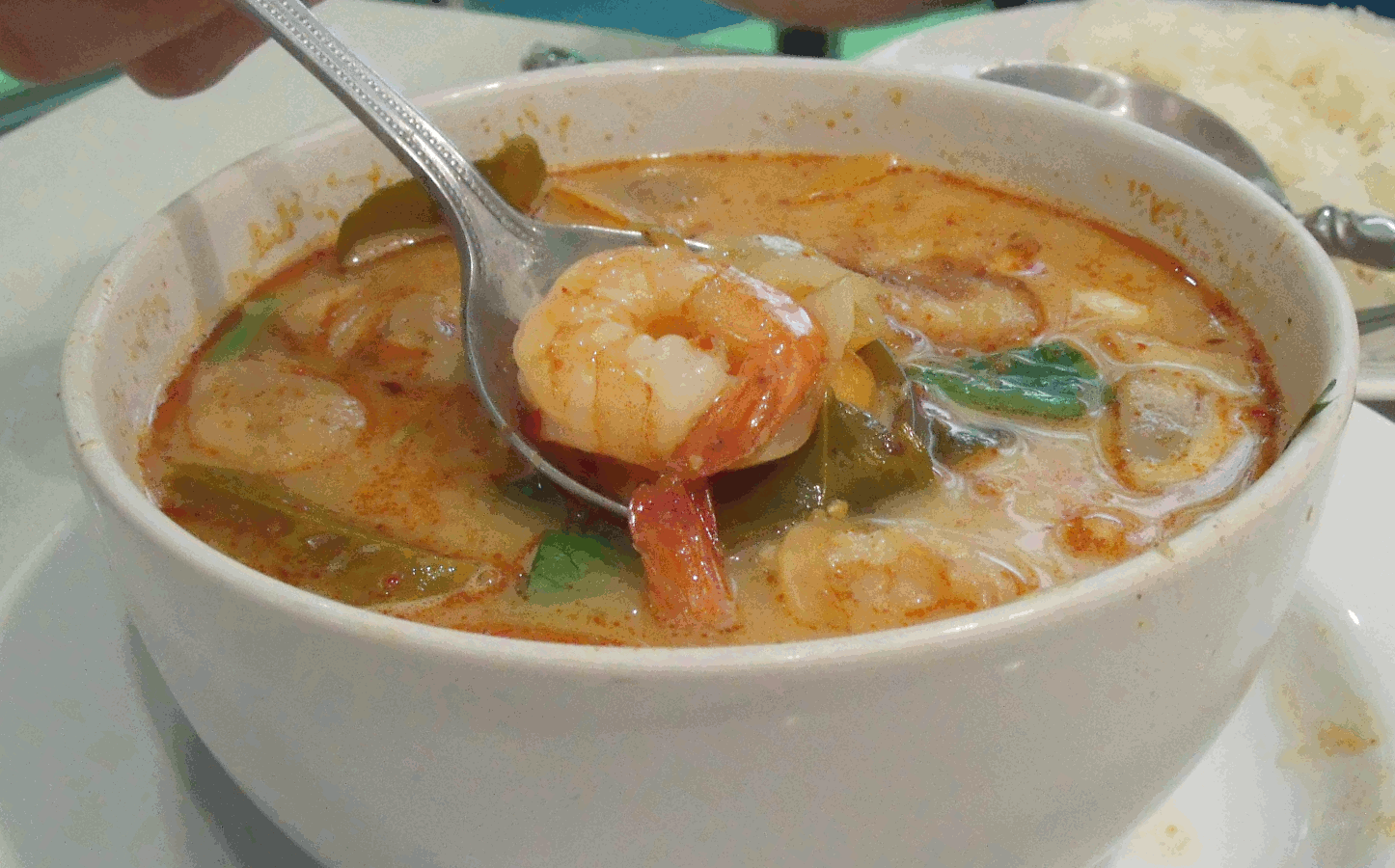
Tom yam kung zoals hij wordt geserveerd in Bangkok, Thailand.

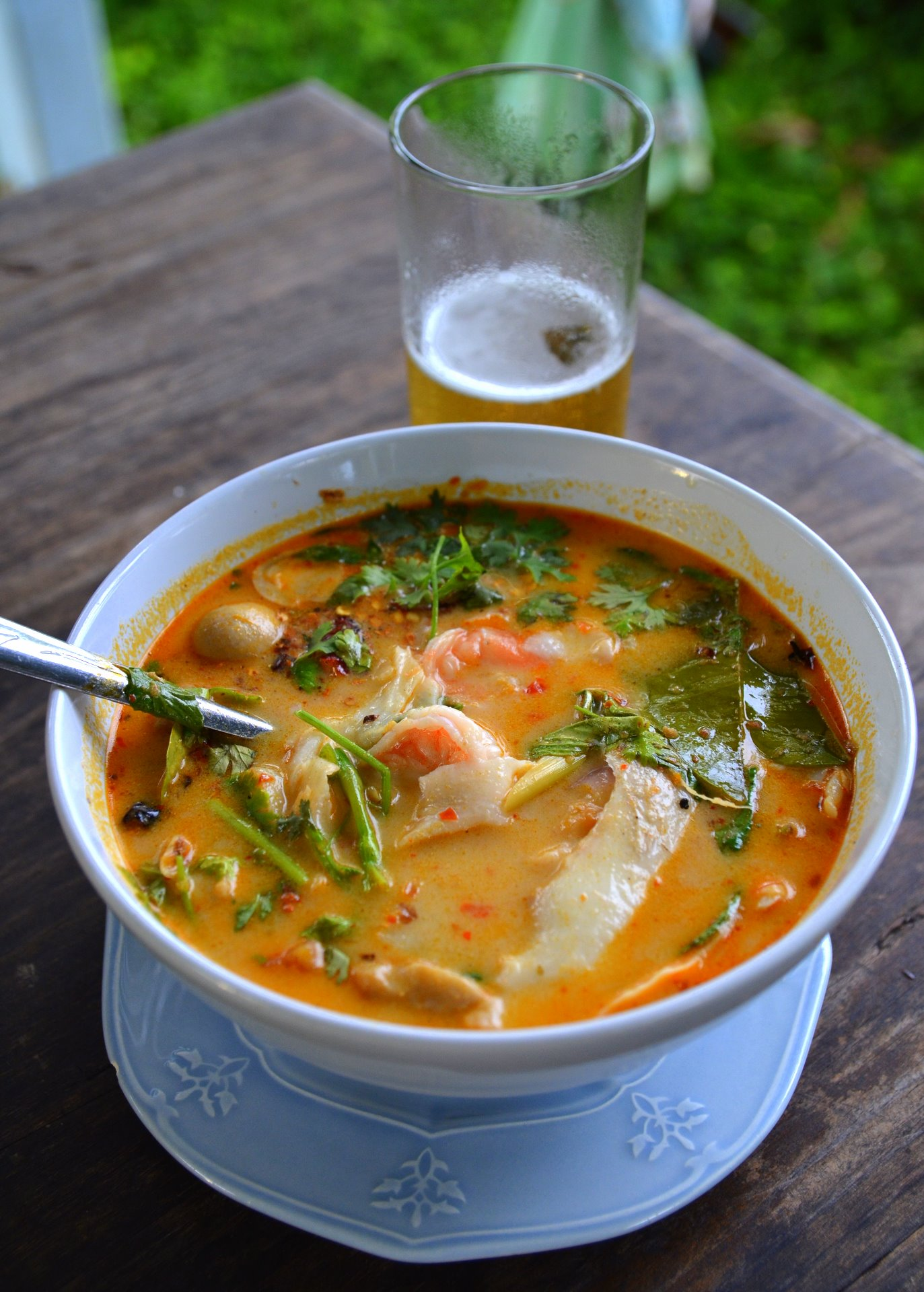
Tom yam kung maphrao on nam khon, zoals geserveerd in Uttaradit, Thailand

Tom yam (Thai: ต้มยำ) is een pikante heldere soep uit de Thaise keuken. Het wordt gezien als een van de bekendste Thaise gerechten. Ook in de buurlanden Laos, Maleisië, Singapore en Indonesië wordt tom yam geserveerd.
"Tom" betekent "koken" en "yam" refereert aan een pittige en zure Thaise salade die ook in het hele land wordt geserveerd. "Tom yam" is dus een Thaise pikante en zure soep.
De Thaise keuken staat bekend om het combineren van verschillende smaken binnen een maaltijd. Dit gerecht bevat twee smaken, namelijk pittig en zuur.
Bij vrijwel alle Thaise gerechten worden verse ingrediënten gebruikt. De verse ingrediënten in de soep bereid zijn knoflook, citroengras, limoenblaadjes, champignons, limoensap, groene chilipeper, koriander en basilicum.
Tom yam kan geserveerd worden met zowel kip (kai), varken (moe) als garnalen (kung). Voor vegetariërs is er de tom yam hed (met champignons).

## Variaties
- Tom yam kung, een versie populair onder toeristen. Deze variant wordt gemaakt met grote garnalen als voornaamste ingrediënt.[1]
- Tom yam paa (Laos) of tom yam pla (Thais) is een heldere vissoep die traditioneel gegeten werd met rijst. Het was ooit de meest wijdverspreide variant van tom yam aangezien verse vis in de regio vrijwel altijd voor handen was dankzij de zee, rivieren, kanalen en meren. Doorgaans gemaakt met stevig visvlees dat niet verkruimelt na het koken. Deze variant heeft terrein verloren met de komst van het massatoerisme.[2]
- Tom yam kai is een versie met kip.[3]
- Tom yam po taek (Laos) of tom yam thale (Thais) is een variant met gemengde zeevruchten, zoals grote garnalen, inktvis, mosselen en stukje vis.[4]
- Tom yam kung maphrao on nam khon, een versie met garnalen, kokos en een scheutje kokosmelk.
- Tom yam kha mu (Thais: ต้มยำขาหมู), gemaakt met varkensschenkel.

Aan de gepopulariseerde versies van de soep wordt doorgaans ook paddenstoelen - doorgaans tropische beurszwam of oesterzwam toegevoegd. Ook worden ze doorgaans besprenkeld met verse koriander.

## Trivia
De Aziatische financiële crisis in 1997 begon in Thailand en werd daar ook wel de Tom Yum Goong-crisi genoemd. Deze crisis ontstond door de val van de Thaise baht.